# Sevan, Armenia
Sevan là một đô thị thuộc tỉnh Gegharkunik, Armenia. Dân số ước tính năm 2011 là 23361 người.